# أمازيغية ريفية
ثامازيغت تاريفيث    أو الأمازيغية الريفية هي لهجة أمازيغية شمالية مُتفرعة من اللغة الأمازيغية، تنتشر أساسا في منطقة الريف (شمال المغرب) و يتحدث بها حوالي 4 ملايين مغربي. يسمي أمازيغ الريف «ثْمَازِيغْتْ» فيما يسمون أنفسهم في الغالب «إيريفين» وأحيانا «إيمازيغن». أما لفظة «ثاريفيث» فيطلقونها غالبا على المرأة الأمازيغية الريفية المنحدرة من منطقة الريف (القرى والمدن على حد سواء) في شمال المغرب.

## التصنيف
ثامازيغت تاريفيت هي لهجة أمازيغية تنتمي إلى فرع الأمازيغية الشمالية ويوجد تشابه كبير جدا بين أمازيغية الريف بالمغرب وأمازيغية الشاوية في أقصى شرق الجزائر. كما يوجد تقارب لا بأس به بين أمازيغية الريف وأمازيغية القبايل (ثاقبايليث) بالجزائر. وهذه التنوعات الثلاث تنتمي إلى فرع اللهجات الأمازيغية الشمالية المطلة على البحر المتوسط. الأمازيغية الريفية قريبة نحويا ولغويا بشكل قوي من كل لهجات شمال أفريقيا الأمازيغية الأخرى كالأطلسية والسوسية.
طبقا لما توصلت إليه دراسات إس أي إل إنترنيشنل
فإن لهجات الريف المغربي هي سليلة مجموعة لهجات زناتة مختلطة بلغتين محليتين كانتا يُتحدث بهما في منطقة الريف المغربي. مصادر أخرى تُظهر صنهاجة السرائر كلغة غير زناتية، وهذا يُبدي أن لهجات الريف هي مزيج من اللهجات الأمازيغية التالية:
- لهجة صنهاجة السراير
- لهجة تاريفيت

يقول أحمد بوكوس عميد المعهد الملكي للثقافة الأمازيغية:
- فرع تاريفيت

يصنف علماء اللهجات الأمازيغية - اللهجة الريفية (الزناتية) إلى قسمين:
- القسم الغربي
- القسم الشرقي

يمثل القسم الأول لهجة الريف بمعناه الدقيق، أي ذلك المجال الممتد بين وادي كرت (إغزارن ن شرت) ووادي بني كميل حيث تقطن قبائل آيت إطفت، إبقوين، آيت ورياغل، آيت تمسمان، آيت سعيد. أما اللهجة الثانية فتستعمل في مجال يشمل القطاع الشرقي من الريف وهي قبائل: إقرعيين، إكبدانن، آيت توزين، إكزناين، آيت أوليشك، آيت عمرت الموجودة في المنطقة الداخلية. ويذهب بعضهم إلى إدماج آيت يزناسن وآيت بوياحي وإمضالسن (مطالسة) في إطار زناتي أوسع وعموما يمكن القول إن المجال الجغرافي للزناتية تحيط به غربا قبيلة غمارة، وشرقا الحدود الجزائرية، وجنوبا قبائل البرانس وهوارة، كما يحده شمالا البحر الأبيض المتوسط. إن أهم ما يميّز اللهجة الزناتية هي خصائص نظامها الصوتي المتمثلة في تحويل الصوامت المقفلة إلى صوامت احتكاكية: ب / ؟، ت / ث، د/ ذ، ك / ك، كَ/ كَ. ويبدو أن هذه الظاهرة تتضاعف من الجنوب إلى الغرب، ويلاحظ كذلك تحويل ث إلى ذ في بداية الكلمة: [ ثامطوت / ذامطوث (المرأة) ]، وتحويل ك إلى ش أو إلى ي: [ ثفوكت/ثفوشت أو ثفويت (الشمس) ] كما تحول كـ إلى دج أو إلى جـ أو إلى يـ: [ ثاركا/تاردجا أو تاريا (الجدول) ]. ويلاحظ كذلك قلب اللام راء: [ أسلم/أسرم (سمكة) ]، ويهم هذا القلب كذلك المفردات الداخلية [ القائد/رقابد ]، أما اللام المشددة فيه تصبح د أو دج أو ر: [ ؤلي/ؤدي/اؤدجي (الشياه)]، [ ئيلي/ئدجي (إبنتي)]، [ أگلّيد/أجلّيد /أجدّجيذ (الملك)]، وتطبع هذا النظام الصوتي كذلك كثافة الصوامت المعطشة من (تش) و (دج)، كثيرا ماتكون هذه الصوامت نتيجة لإدغام صامتين: [ ل+ث/تش - ثاقبيلت/ثاقبيتش (القبيلة) ]، [ ؤلتما/ؤتشما (أختي) ]، [ ن +ل /دج: أنلي/أدجي (المخ). ].

## التوزيع الجغرافي
تتداول تاريفيت أساسا في الريف شمال-المغربي الشرقي والأوسط وجزء من الأطلس المتوسط بنحو 4 ملايين مغربي يتكلمونها كلغة أم. ويتوزع الأمازيغ الريفيون بالمغرب على مساحة جغرافية تزيد عن 50.000 كيلومتر مربع من السهول والجبال والسواحل بالإضافة إلى المدن والقرى. ويبلغ عدد المهاجرين المتحدثين بتامازيغت تاريفيت في أوروبا بحوالي أزيد من مليون مغربي. ويوجد بعض المتحدثين بتاريفيت على الحدود المغربية الجزائرية من الجانبين. أما في مدينة مليلية المحتلة من طرف إسبانيا فالأمازيغ الريفيون يشكلون حوالي نصف سكان المدينة. تستخدم تامازيغت تاريفيت والزناتية في بركان، الناظور، الحسيمة، الدريوش، تاوريرت مع قلة في كل من[ فكيك، تازة وأكنول ]، بنسب متفاوتة. وهناك تجمعات مغربية أمازيغية ناطقة بالتاريفيت موجودة في 10 بلدان أوروبية أهمها هولندا، بلجيكا، إسبانيا، ألمانيا، فرنسا. والمتحدثون بها يطلقون عليها ببساطة ثْمَازِيغْتْ أو الأمازيغية، وهو مصطلح ينطبق بمعنى أوسع على اللغة الأمازيغية بصفة عامة في كل شمال أفريقيا.

## اعتراف رسمي
تعترف الدولة المغربية باللغة الأمازيغية. وفي مليلية وسبتة المحتلتين توجد بعض الأحزاب والمنظمات المدنية الإسبانية التي تساند الاعتراف باللغة الأمازيغية الريفية كلغة رسمية بجانب الإسبانية لتقوية الإحساس بالانتماء الإسباني للمواطنين الناطقين بالأمازيغية في هاتين المدينتين، وهذا الاعتراف المحتمل يحظى بترحيب واسع من طرف الجمعيات والمنظمات المدافعة عن اللغة والهوية الأمازيغية.
ومن المعروف أن نسبة الناطقين بالأمازيغية الريفية يبلغ حوالي 40% من سكان مليلية و25% من سكان سبتة المحتلتين.
كما أن الإتحاد الأوروبي يدرس أيضا الاعتراف بأمازيغية الريف كإحدى لغات الأقليات الأوروبية باعتبار وجود مليلية وسبتة تحت السيادة الإسبانية.

## أحرف الكتابة

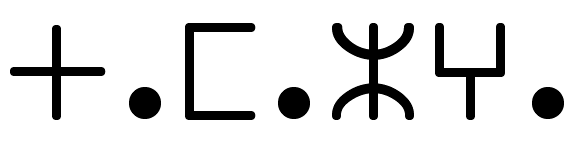
مثال لكلمة تامازغا بحروف تيفيناغ

كغيرها من اللهجات الأمازيغية، فقد تمت كتابتها بالعديد من الأنظمة المختلفة على مر السنين. وفي الآونة الأخيرة (منذ 2003)، أصبحت كتابة تيفيناغ رسمية في جميع أنحاء المغرب، رغم أن الدولة المغربية لم تعترف باللغة الأمازيغية كلغة رسمية إلا في التعديل الدستوري لــ 1 يوليوز 2011. كما أن الأبجدية واللاتينية لا زالت تستخدم بشكل غير رسمي على الانترنت ومختلف المنشورات المكتوبة. أما الأبجدية العربية فقد استعملت سابقا ولا زالت تستعمل من طرف رجال الدين خصوصاً.
توجد إنتاجات ومخطوطات أدبية بــلغة تاريفيت ترجع لما قبل القرن العشرين.

### استشهادات
1. ↑  Maaroufi, Youssef. "Recensement général de la population et de l'habitat 2004". Site institutionnel du Haut-Commissariat au Plan du Royaume du Maroc (بالفرنسية). Archived from the original on 2011-07-05. Retrieved 2022-06-02.
2. ↑  Mohammed Serhoual (2001–2002). Dictionnaire tarifit-français. Université Abdelmalek Essaâdi.
3. ↑  Destaing, Edmond (1907). Leroux, Ernest (ed.). Etude sur le dialecte Berbère des Beni-Snous (بالفرنسية).
4. ↑  الحسن الوزان. وصف افريقيا. ص. 47.
5. ↑  "أصول التقويم الأمازيغي.. روايات مختلفة لتاريخ واحد". web.archive.org. 21 يوليو 2020. مؤرشف من الأصل في 2025-03-18. اطلع عليه بتاريخ 2024-08-16.{{استشهاد ويب}}:  صيانة الاستشهاد: BOT: original URL status unknown (link)
6. ↑  "الدستور المغربي". الجزيرة نت. مؤرشف من الأصل في 2024-07-21. اطلع عليه بتاريخ 2024-08-16.
7. ↑  أحمد بوكوس، كتاب : الأمازيغية والسياسة اللغوية والثقافية بالمغرب.صفحة 51 و 52

### ببليوغرافيا
- ماكليلاند، كلايف. الترابط الأسلوب السردي، بنية، وعلم العروض في اللغة البربريه (دراسات في علم اللغة، وsemiotics خامسا - 8). ليويستون، نيويورك: Edwin Mellen، 2000. (ISBN 0-7734-7740-3))
- محمد تِلمَتين وآخرون (1998). «اللغة الريفية» (La llengua rifenya). برشلونة: جامعة برشلونة المستقلة. [بالكتلونية]

## وصلات خارجية
- شجرة لغة الريف
- مقال لمعهد اللسانيات عن التاريفيت (بالإنجليزية)